# La Viña (kommunhuvudort)
La Viña är en kommunhuvudort i Argentina.   Den ligger i provinsen Salta, i den norra delen av landet, 1 200 km nordväst om huvudstaden Buenos Aires. La Viña ligger 1 193 meter över havet och antalet invånare är 1 667.
Terrängen runt La Viña är kuperad västerut, men österut är den platt. Terrängen runt La Viña sluttar österut. Runt La Viña är det mycket glesbefolkat, med 3 invånare per kvadratkilometer.. Närmaste större samhälle är Guachipas, 8,3 km sydost om La Viña.
Trakten runt La Viña består i huvudsak av gräsmarker.